# 福岡市立百道浜小学校
福岡市立百道浜小学校（ふくおかしりつ ももちはましょうがっこう）は、福岡県福岡市早良区百道浜4丁目にある公立小学校。

## 概要
百道浜小学校の学校立地場所は、埋め立て地であるシーサイドももちの百道浜地区、1989年に開催されたアジア太平洋博覧会の跡地の一部が活用されて開校した。

## 沿革
- 1993年 - 福岡市立百道浜小学校開校[1]
- 2008年 - 学校グラウンドを天然芝生化[3][1]

## 通学区域
- 百道浜1丁目〜4丁目[4]

## 進学先中学校
- 百道中学校[4]

## 周辺
- 福岡タワー
- マリゾン
- シーサイドももち海浜公園
- 福岡市博物館
- 福岡市総合図書館
- 百道浜公民館
- 百道中央公園
- 福岡ソフトリサーチパーク
- 西南学院小学校
- 西南学院中学校・高等学校
- 国際医療福祉大学福岡キャンパス
- 福岡市医師会館・福岡市急患診療センター
- 福岡山王病院
- 国立病院機構九州医療センター
- みずほPayPayドーム福岡
- MARK IS 福岡ももち
- E・ZO FUKUOKA

## エピソード
- 百道浜校区夏まつりが開催される。見どころは百道浜音頭の総踊り[5]。